# Armazém Paraíba

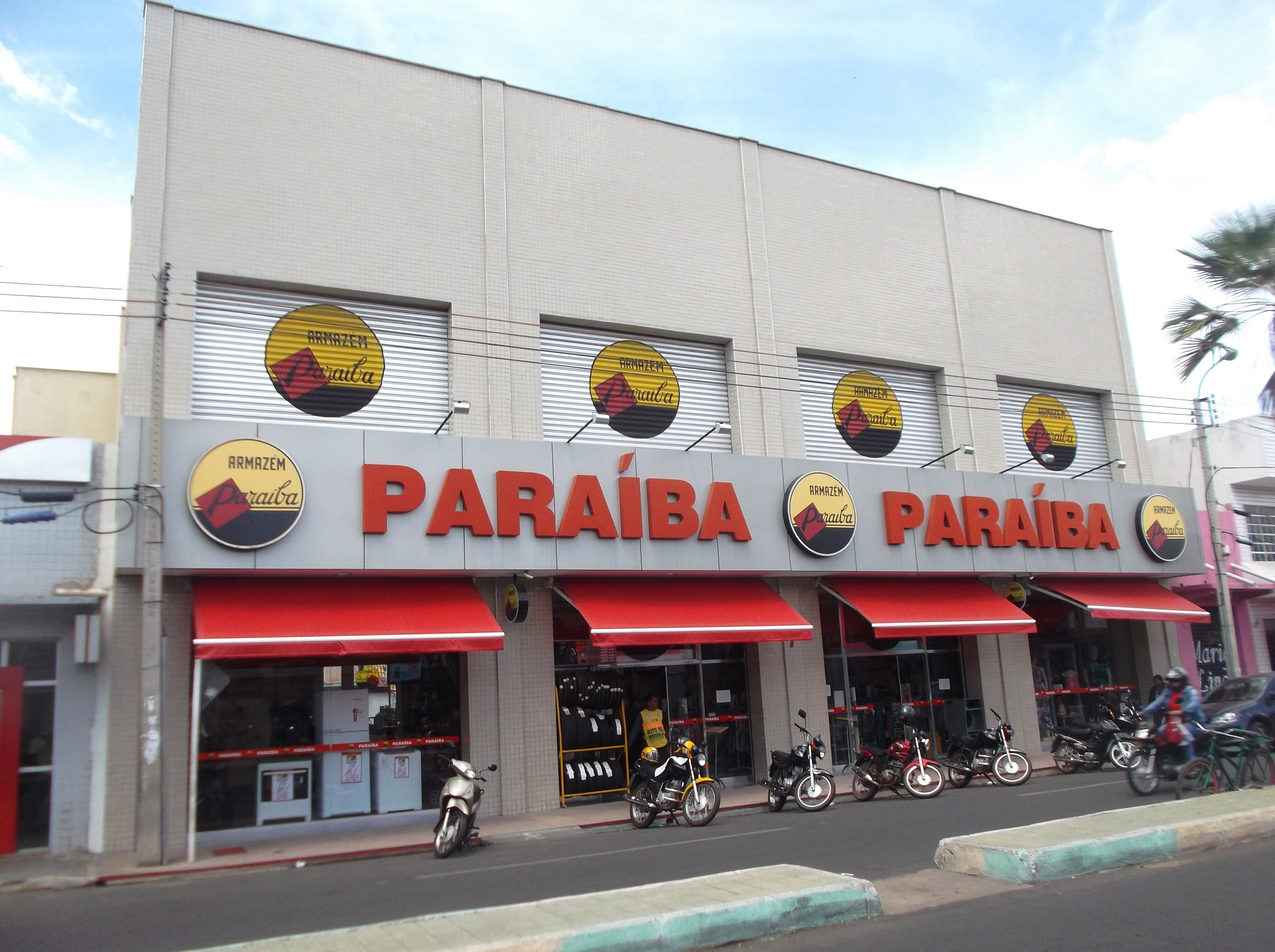
Loja em Campo Maior, Piauí.

Armazém Paraíba é o nome fantasia de três redes de lojas de departamento brasileiras. Foi fundado em 1958 pelos irmãos Valdecy Claudino e João Claudino Fernandes na cidade de Bacabal, Maranhão. Suas mais de 500 lojas estão majoritariamente localizadas na região Nordeste do Brasil e também estão presentes em alguns estados da região Norte do país.

## Razão social
As três redes de lojas que usam a marca "Armazém Paraíba" são administradas de forma independente uma da outra por descendentes do comerciante paraibano Joca Claudino. Em Teresina, fica a sede da rede de lojas administradas pelo Grupo Claudino S/A, de propriedade dos descendentes de João Claudino Fernandes. Em João Pessoa, fica a sede da rede administrada pelo grupo N. Claudino e Cia Ltda, dos descendentes de Nicéa Claudino. E, em Belém, ficava a sede da rede administrada pela Sociedade Comercial Irmãs Claudino S/A (SOCIC), dos descendentes de Valdecy Claudino. João, Nicéa e Valdecy foram filhos de Joca Claudino.
O Grupo Claudino S/A administra lojas nos estados do Piauí, Maranhão, Ceará, Bahia, Pernambuco, Tocantins e Pará. O grupo N. Claudino e Cia Ltda administra lojas nos estados da Paraíba, Pernambuco, Ceará e Bahia. A SOCIC administrava lojas no estado do Pará e na cidade de São Luís, Maranhão.

## História
O nome "Armazém Paraíba" surgiu como uma homenagem ao estado de origem da família de seus fundadores, os irmãos Valdecy Claudino e João Claudino Fernandes.
Em 1983, iniciou o sistema de vendas porta a porta, que é uma venda domiciliar, utilizando como ferramenta de venda um catálogo de produtos e o slogan “Uma loja em sua casa”.
De acordo com o instituto Datafolha, em 2006 e 2007, o Armazém Paraíba se destacou no ranking do Folha Top of Mind como sendo uma das marcas mais lembradas no segmento de lojas de móveis e eletrodomésticos. No Top of Mind 2006, o Armazém Paraíba ficou com a quarta colocação, e no Top of Mind 2007, ficou com a terceira colocação.
Nos últimos anos, o grupo SOCIC fechou várias de suas filiais do Armazém Paraíba no estado do Pará. Em 2025, a holding anunciou o encerramento das suas duas filiais restantes, localizadas em Santarém e em São Luís.

## N. Claudino e Cia.

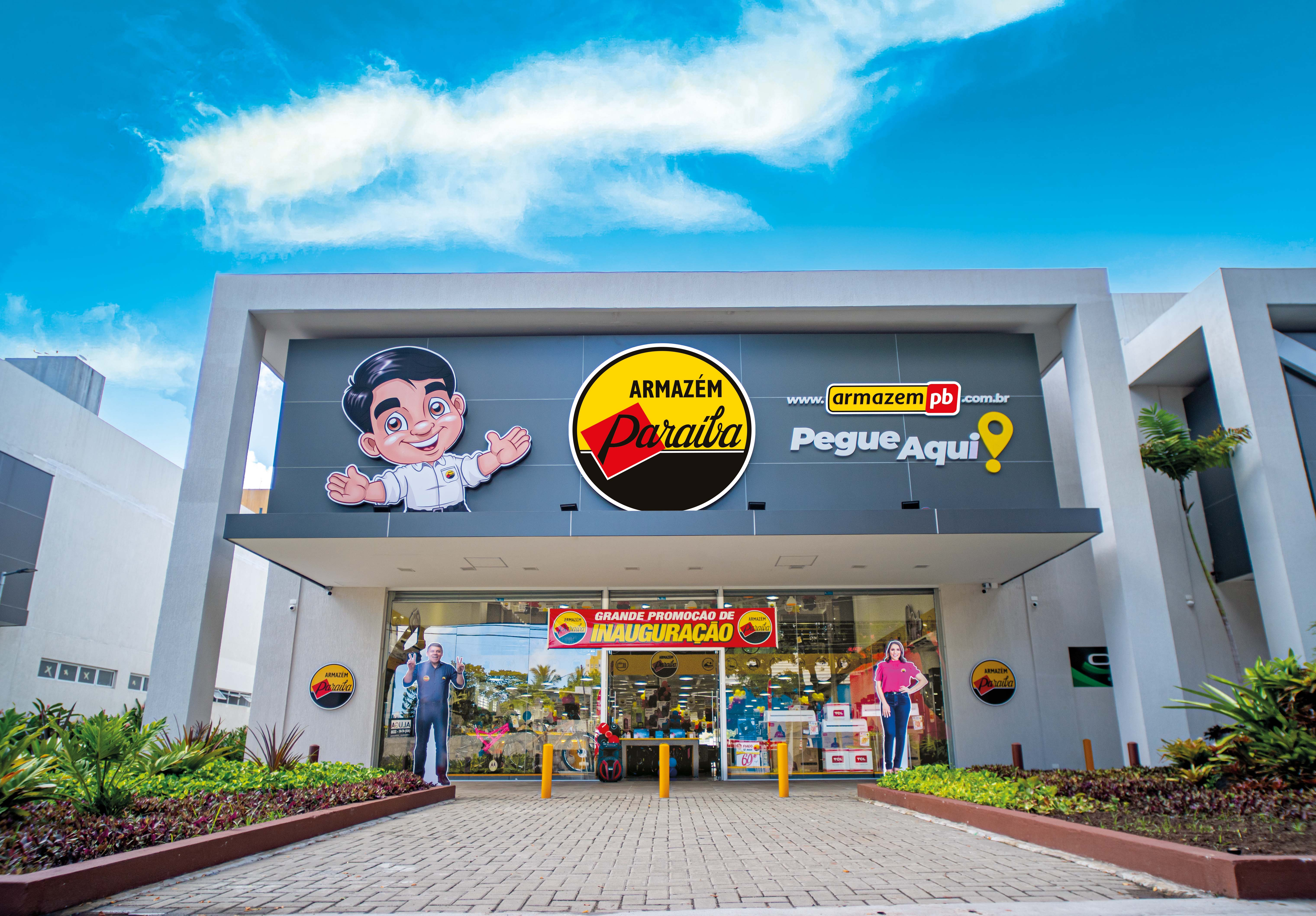
Loja do grupo N. Claudino & Cia Ltda em João Pessoa, Paraíba

N. Claudino e Cia. LTDA é a razão social das marcas Armazém Paraíba, do Patos Shopping e da LCP Construções, cuja sede administrativa está localizada na cidade de João Pessoa (PB). No que tange à marca Armazém Paraíba, o grupo é uma rede de lojas de departamentos que vendem móveis, eletrodomésticos, eletroportáteis, entre outros produtos. E, atualmente, são 56 lojas físicas distribuídas nos estados da Paraíba, Pernambuco, Ceará e Bahia e a loja online Armazém PB.
Em 2015, a empresa ganhou o Prêmio Paraibano de Qualidade da Gestão e também já ocupou a lista das instituições privadas que mais arrecadam ICMS no estado da Paraíba.
O Armazém Paraíba recebeu também em 2018 a certificação do Great Place to Work (GPTW), sendo eleita como uma das melhores empresas para se trabalhar na Paraíba.